# Land Rover Range Rover L460
Le Range Rover (type L460) est un SUV tout-terrain luxueux produit par le constructeur automobile britannique Land Rover à partir de 2021. Il est la cinquième génération de Range Rover depuis 1970.

## Présentation
La 5e génération de Range Rover est présentée le 26 octobre 2021 par le directeur créatif de Jaguar Land Rover (JLR) et le designer de la voiture, Gerry McGovern, au Royal Opera House de Londres. 
Il a été lancé avec une gamme de moteurs diesel et essence hybrides légers (MHEV), avec les modèles PHEV attendus début 2022 et un véhicule électrique pour 2024. Les acheteurs peuvent également spécifier l'agencement à quatre places qui comprend une console centrale divisant les deux sièges arrière ainsi qu'une tablette à commande électrique et un mini-réfrigérateur.

## Caractéristiques techniques
Le Range Rover L460 dispose de 4 roues directrices. 
Il est construit sur la nouvelle plate-forme MLA-Flex de JLR, il sera disponible en tant que PHEV et avec une option sept places. En plus des deux options de moteur PHEV, il aura aussi trois moteurs diesel et deux moteurs essence six cylindres en ligne Ingenium de 3.0 L de JLR, la voiture sera la première de JLR à utiliser un moteur développé dans le cadre du partenariat conclu entre JLR et BMW en 2019 concernant les groupes motopropulseurs à combustion et électrifié, car le moteur V8 de 4,4 L de BMW/JLR est également une option,. 

### Dimensions
La voiture est disponible avec, soit, l'empattement standard de 2 997 mm (117,99 pouces) et une longueur de 5 052 mm (198,90 pouces), ou, l'empattement long de 5 197 mm (125,87 pouces) et une longueur de 5 252 mm (206,77 pouces). Les deux variantes ont une hauteur de 1 870 mm (73,62 pouces) et une largeur de 2 047 mm (80,59 pouces).

### Motorisations
Les options de moteur suivantes sont disponibles,, :
| Logo de Land Rover         | Range Rover L460         | Range Rover L460         | Range Rover L460         | Range Rover L460         | Range Rover L460         |
| Logo de Land Rover         | D250                     | D350                     | P530                     | P440e                    | P510e                    |
| Moteur                     | 6-cylindres en ligne     | 6-cylindres en ligne     | 8-cylindres en V         | 6-cylindres en ligne     | 6-cylindres en ligne     |
| Cylindrée (cm3)            | 2996                     | 2996                     | 4395                     | 2996                     | 2996                     |
| Puissance maximale ch (kW) | 250                      | 350                      | 530                      | 440                      | 510                      |
| au régime de (tr/min)      |                          |                          |                          |                          |                          |
| Couple maximal (N m)       | 600                      | 700                      | 750                      | 620                      | 700                      |
| au régime de (tr/min)      |                          |                          |                          |                          |                          |
| Boîte de vitesses          | Automatique à 8 rapports | Automatique à 8 rapports | Automatique à 8 rapports | Automatique à 8 rapports | Automatique à 8 rapports |
| Transmission               | Intégrale                | Intégrale                | Intégrale                | Intégrale                | Intégrale                |
| Vitesse maximale (km/h)    | 206                      | 234                      | 250                      |                          |                          |
| 0-100 km/h (s)             | 8,3                      | 6,1                      | 4,6                      |                          |                          |
| Consommation (L/100 km)    | 8,2                      | 8,3                      | 11,9                     |                          |                          |
| Émissions de CO2 (g/km)    | 198                      | 198                      | 259                      |                          |                          |
| Masse à vide (kg)          |                          |                          |                          |                          |                          |
| Capacité du réservoir (L)  |                          |                          |                          |                          |                          |
| Norme environnementale     |                          |                          |                          |                          |                          |

Tous les moteurs sont couplés à une boîte de vitesses automatique à huit rapports avec une capacité de rapport bas qui délivre de la puissance aux roues via un système de traction intégrale qui peut découpler l'essieu avant pour améliorer l'efficacité dans certaines conditions de conduite. Les variantes hybrides rechargeables utilisent une batterie lithium-ion de 38,2 kilowattheures (avec 31,8 kWh utilisables).

## Finitions
- SE
- HSE
- Autobiography

### Série limitée
- 1st Edition
  - commercialisée la première année uniquement (2022)